# Heliocereus cinnabarinus
Heliocereus cinnabarinus là một loài thực vật có hoa trong họ Cactaceae. Loài này được (Eichlam ex Weing.) Britton & Rose mô tả khoa học đầu tiên năm 1920.